# I piccoli borghesi
I piccoli borghesi (in francese Les Petits Bourgeois) è un romanzo di Honoré de Balzac pubblicato da Kiessling, editore di Bruxelles, nel 1855 e poi da Potter nel 1856, dove è inquadrato nelle Scene della vita parigina della Commedia umana.
Con piccoli borghesi l'autore intendeva i "colli bianchi", ovvero il livello più basso della classe media dell'epoca, tanto intellettuale che sociale. Una classe "in via di sviluppo" in quel periodo, nei confronti della quale Balzac non è affatto tenero, esprimendo talvolta pure un disprezzo oltraggioso.

## Tema
Marie-Jeanne-Brigitte Thuillier, una vecchia zitella e accorta donna d'affari, ha creato un fiorente commercio di borse per la banca, che ha poi rivenduto e che le fornisce un reddito confortevole. È stata sacrificata per suo fratello, come Mademoiselle Armande d´Esgrignon nel Gabinetto delle antichità, ma, come lei, i "sacrificati" non nutrono rancore contro di lui. Anzi, ha assunto un'influenza benevola anche sul fratello, nonostante la mediocrità del personaggio che, pur essendo un uomo attraente, non ottiene nulla nei suoi studi e si ritrova ad essere un semplice impiegato. Brigitte Thuillier protegge la figlia illegittima di suo fratello, Céleste Colleville, la cui madre naturale, Flavie Colleville, è divorata dall'ambizione e circondata da amanti.
Balzac tratta ancora una volta del mondo degli impiegati già ampiamente trattati ne Gli impiegati. La donna anziana qui è la madre di Flavie Colleville, che intriga con i potenti personaggi che seduce per far avanzare la carriera di suo marito. Infatti, Colleville, semplice impiegato, proprio come Thuillier, spera nel progresso sociale per sé e per i suoi figli. Gli intrighi sono all'ordine del giorno, soprattutto quando viene coinvolto l'avvocato Théodose de La Peyrade (nipote del formidabile Peyrade). Si tratta di ottenere la mano e la dote di Céleste (Colleville) Thuillier già ambita da Minard (un altro impiegato). Théodose de La Peyrade cerca di attirare Mademoiselle Marie-Jeanne-Brigitte Thuillier con una transazione immobiliare il cui profitto sarebbe andato a Céleste Colleville (a cui Balzac ha dato il nome di Modeste Thuillier per evitare confusione). Ma il romanzo resta lo stesso confuso e l'autore perde interesse al punto da lasciarlo incompiuto.
Balzac aveva senza dubbio in mente un affresco più importante: i personaggi sono innumerevoli, gli intrighi complicati, e molti "profili" erano già apparsi ne Gli impiegati di cui ha riciclato varie parti. Il manoscritto iniziale si interrompe bruscamente. Le parti aggiunte di Charles Rabou, che riuscì a raddoppiare il volume del testo originale con Ewelina Hańska, furono molto criticate quando il libro fu pubblicato e restano tuttora discutibili, tanto che la Bibliothèque de la Pléiade pubblica nel volume VIII il manoscritto originale, su di un lato, e le aggiunte, sull'altro.